# Super Bowl XVII
Super Bowl XVII var den 17. udgave af Super Bowl, finalen i den amerikanske football-liga NFL. Kampen blev spillet 30. januar 1983 på Rose Bowl i Los Angeles og stod mellem Washington Redskins og Miami Dolphins. Redskinss vandt 27-17 og tog dermed den første Super Bowl-sejr i holdets historie. 
Kampens MVP (mest værdifulde spiller) blev Redskins running back John Riggins.
| NFL | Spire Denne artikel om NFL er en spire som bør udbygges. Du er velkommen til at hjælpe Wikipedia ved at udvide den. |